# Petrusakten

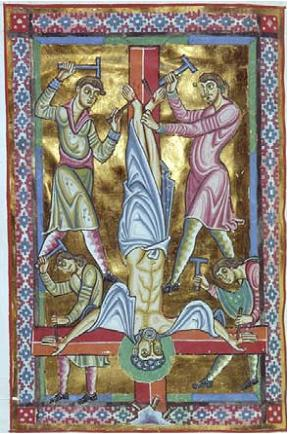
Kreuzigung Petri, Seite aus dem Perikopenbuch von St. Erentrud, 11. Jh., Bayerische Staatsbibliothek Clm 15903

Die Petrusakten oder Acta Petri (ActPetr) sind eine apokryphe, pseudepigraphe und nichtkanonische Apostelgeschichte aus dem 2. Jahrhundert mit einer komplexen Überlieferungsgeschichte. Sie haben unter dem Titel altgriechisch Πράξεις Πέτρου Praxeis Petrou, deutsch ‚Taten des Petrus‘ vor allem in den Ostkirchen weite Verbreitung gefunden. Vom gesamten Werk existieren nur noch Bruchstücke. Von dem ursprünglich griechischen Werk gibt es umfangreichere lateinische Fassungen und Teile in einer koptischen Version. Der Schlussteil wurde später als Passio Petri zu einem eigenständigen Werk mit eigener Überlieferung.
Von den Petrusakten zu unterscheiden sind Die Taten des Petrus und der zwölf Apostel, die zu den Nag-Hammadi-Schriften (NHC VI,1) gehören.

## Autor, Datierung und Abfassungsort
Der Autor der Schrift ist unbekannt, Petrus war es mit Sicherheit nicht. Manche Forscher halten die Abfassung durch Leucius Charinus für möglich, der vielleicht auch der Autor der Johannesakten ist. Es gibt literarische Verbindungen zwischen diesen beiden Schriften.
Richard Adelbert Lipsius und Theodor Zahn datierten die Schrift auf die 160er Jahre. Nach Untersuchungen von Adolf Harnack ist die Schrift in der Mitte des 3. Jahrhunderts anzusiedeln. Die Beobachtungen Harnacks brachten jedoch Carl Erbes zu einem anderen Schluss; er datierte die Abfassung in das zweite Jahrhundert. Carl Schmidt meinte anhand eines Zitats bei Origenes, dass die Abfassungszeit vor 231 liegt, und grenzte dann weiter ein auf ca. 200 bis 210.
Auch der Entstehungsort ist nicht genau bestimmbar. Verschiedene Möglichkeiten wurden genannt: Schmidt nennt Jerusalem und Rom, andere nennen Kleinasien.

## Inhalt

### In Jerusalem wird die Tochter des Petrus gelähmt
Der erste Teil des Werks spielt in Jerusalem und ist größtenteils verloren gegangen. Hier geschah ein erster Zusammenstoß zwischen Petrus und dem Magier Simon Magus, wie sich aus dem Codex Vercellensis schließen lässt. In Jerusalem spielt wahrscheinlich auch die Geschichte von der Tochter des Petrus aus Codex Berolinensis Gnosticus 8502: Ein reicher Mann namens Ptolemäus will die zehnjährige Tochter des Petrus unbedingt zur Frau haben, er bietet viel Geld und lässt sich durch die abschlägigen Bescheide der Mutter nicht abschrecken. Eine fehlende Seite beschreibt vermutlich, dass der ungeduldige Ptolemäus sich die Tochter irgendwie mit Gewalt ins Haus holt und diese dort durch göttliches Eingreifen gelähmt wird und in einer unnatürlichen Körperhaltung verharrt; dadurch bleibt die Jungfräulichkeit der Tochter bewahrt. Ptolemäus lässt die Tochter daraufhin wieder zurückbringen und auf der Türschwelle ablegen. Ptolemäus weint, bis er blind wird, will sich das Leben nehmen, aber durch göttliches Eingreifen sieht er ein, dass ein Christ nicht eine Jungfrau beflecken darf, und stirbt in Frieden mit seinem Schöpfer, nicht ohne der Tochter einen Acker zu vermachen, der von Petrus zum Wohl der Armen verkauft wird. Die Menge fragt, warum Petrus zwar andere Menschen heile, seine eigene Tochter aber gelähmt bleibe. Damit kein Zweifel an der Macht Gottes aufkommt, wird die Lähmung der Tochter für kurze Zeit aufgehoben.

### Auseinandersetzung mit Simon Magus in Rom
Der Codex Vercellensis setzt nach den Ereignissen in Jerusalem ein und stellt mit Kap. 1–3 zunächst dar, wie Paulus in Rom wirkt und dann nach Spanien reist. In Kapitel 4 taucht kurz nach Paulus’ Abreise Simon Magus in Rom auf. Er tut Wunder und findet viel Anklang. Die Kap. 4–32 schildern detailliert die Auseinandersetzung zwischen Petrus und Simon Magus. Ein Bericht von einem ersten Zusammentreffen zwischen Petrus und Simon Magus findet sich schon in der Bibel in Apg 8 , nun wird jedoch die Geschichte erheblich ausgebaut. Eine Episode behandelt die Ereignisse im Hause des Marcellus, der Simon bei sich im Haus aufgenommen hat. In dieser Geschichte kommen eine Menge Wunder vor: ein sprechender Hund, eine zerbrochene Kaiserstatue, die mit Wasser wieder zusammengefügt wird, ein getrockneter Fisch, der im Wasser wieder anfängt zu schwimmen und Brotkrumen frisst, sowie ein sieben Monate alter Säugling, der mit Männerstimme spricht. Später übt Simon auf dem Forum Zauberei und erhebt sich in die Luft, um seine Göttlichkeit zu beweisen. Petrus betet, Gott solle diesem Geschehen Einhalt gebieten. Simon stürzt vom Himmel und bricht sich dabei die Beine an drei Stellen. Daraufhin wird Simon vom Volk gesteinigt.

### Petrus wird in Rom gekreuzigt
Der Schluss in Kap. 33–41 (Passio Petri) schildert das Martyrium des Petrus nach seiner intensiven Predigttätigkeit in Rom. Die vielen Konkubinen Agrippas hören zu und sind beeindruckt von seiner Predigt der Jungfräulichkeit. Schon bald wollen sie sich nicht mehr mit Agrippa einlassen. Und auch Xanthippe, die Frau eines Freundes, zieht sich von ihrem Ehemann zurück. Agrippa wird wütend, und Petrus muss nach vielen Warnungen die Stadt verlassen. Als er geht, trifft er auf Christus und fragt ihn: „Quo vadis, Domine?“ („Wohin gehst du, Herr?“) Die Antwort lautet: „Nach Rom, um mich abermals kreuzigen zu lassen.“ Daraufhin gibt Petrus seine Flucht auf und kehrt, Gott lobend, nach Rom zurück. Dort wird er von Agrippa wegen Gottlosigkeit zum Tod am Kreuz verurteilt. Petrus bittet die Vollstrecker, ihn kopfüber zu kreuzigen. Danach wird er einbalsamiert und ehrenvoll begraben. Als Nero das erfährt, wird er zornig, weil er sich ein viel schlimmeres Ende für Petrus ausgedacht hatte. In einer Vision wird Nero davor gewarnt, noch weitere Diener Christi zu verfolgen, und verzichtet darauf. Es endet mit allgemeinem Lobpreis Gottes.

## Überlieferung
Bei Eusebius von Caesarea findet sich die älteste bekannte Erwähnung der Petrusakten. Von dem ursprünglichen Werk sind nur einzelne Teile erhalten. Da es sich dem Charakter nach um eine verschriftlichte Legende handelt, wurde der Text später immer wieder überformt, in andere Werke aufgenommen und weiterbearbeitet. Diese komplizierte Überlieferung wird angesichts der Quellenlage nicht vollständig aufzuklären sein. Richard Adelbert Lipsius versuchte folgende Rekonstruktion:
|                                  |                                  |                                  |                                  |                                  |                                  |                                 |                                 |                                 |                                 |                      |                      | Die alten griechischen Πράξεις Πέτρου |                      |  |  |                             |                             |                                                  |                                                  |                                                  |                                                  |                                                  |                                                  |                           |                           |                    |                    |                    |                    |  |  |  |  |  |  |  |  |  |  |  |  |  |  |  |  |  |  |
|                                  |                                  |                                  |                                  |                                  |                                  |                                 |                                 |                                 |                                 |                      |                      |                                       |                      |  |  |                             |                             |                                                  |                                                  |                                                  |                                                  |                                                  |                                                  |                           |                           |                    |                    |                    |                    |  |  |  |  |  |  |  |  |  |  |  |  |  |  |  |  |  |  |
|                                  |                                  |                                  |                                  |                                  |                                  |                                 |                                 |                                 |                                 |                      |                      |                                       |                      |  |  |                             |                             |                                                  |                                                  |                                                  |                                                  |                                                  |                                                  |                           |                           |                    |                    |                    |                    |  |  |  |  |  |  |  |  |  |  |  |  |  |  |  |  |  |  |
|                                  |                                  |                                  |                                  | Lange lateinische Übersetzung A  | Lange lateinische Übersetzung A  | Lange lateinische Übersetzung A | Lange lateinische Übersetzung A | Lange lateinische Übersetzung A | Lange lateinische Übersetzung A |                      |                      |                                       |                      |  |  |                             |                             | kürzere griechische Bearbeitung (Pseudo-Clemens) | kürzere griechische Bearbeitung (Pseudo-Clemens) | kürzere griechische Bearbeitung (Pseudo-Clemens) | kürzere griechische Bearbeitung (Pseudo-Clemens) | kürzere griechische Bearbeitung (Pseudo-Clemens) | kürzere griechische Bearbeitung (Pseudo-Clemens) |                           |                           |                    |                    |                    |                    |  |  |  |  |  |  |  |  |  |  |  |  |  |  |  |  |  |  |
|                                  |                                  |                                  |                                  | Lange lateinische Übersetzung A  | Lange lateinische Übersetzung A  | Lange lateinische Übersetzung A | Lange lateinische Übersetzung A | Lange lateinische Übersetzung A | Lange lateinische Übersetzung A |                      |                      |                                       |                      |  |  |                             |                             | kürzere griechische Bearbeitung (Pseudo-Clemens) | kürzere griechische Bearbeitung (Pseudo-Clemens) | kürzere griechische Bearbeitung (Pseudo-Clemens) | kürzere griechische Bearbeitung (Pseudo-Clemens) | kürzere griechische Bearbeitung (Pseudo-Clemens) | kürzere griechische Bearbeitung (Pseudo-Clemens) |                           |                           |                    |                    |                    |                    |  |  |  |  |  |  |  |  |  |  |  |  |  |  |  |  |  |  |
|                                  |                                  |                                  |                                  |                                  |                                  |                                 |                                 |                                 |                                 |                      |                      |                                       |                      |  |  |                             |                             |                                                  |                                                  |                                                  |                                                  |                                                  |                                                  |                           |                           |                    |                    |                    |                    |  |  |  |  |  |  |  |  |  |  |  |  |  |  |  |  |  |  |
| Pseudo Hegesipp                  | Pseudo Hegesipp                  | Pseudo Hegesipp                  | Pseudo Hegesipp                  | Pseudo Hegesipp                  | Pseudo Hegesipp                  |                                 |                                 | Pseudo Linus                    | Pseudo Linus                    | Pseudo Linus         | Pseudo Linus         | Pseudo Linus                          | Pseudo Linus         |  |  |                             |                             |                                                  |                                                  |                                                  |                                                  |                                                  |                                                  |                           |                           |                    |                    |                    |                    |  |  |  |  |  |  |  |  |  |  |  |  |  |  |  |  |  |  |
| Pseudo Hegesipp                  | Pseudo Hegesipp                  | Pseudo Hegesipp                  | Pseudo Hegesipp                  | Pseudo Hegesipp                  | Pseudo Hegesipp                  |                                 |                                 | Pseudo Linus                    | Pseudo Linus                    | Pseudo Linus         | Pseudo Linus         | Pseudo Linus                          | Pseudo Linus         |  |  |                             |                             |                                                  |                                                  |                                                  |                                                  |                                                  |                                                  |                           |                           |                    |                    |                    |                    |  |  |  |  |  |  |  |  |  |  |  |  |  |  |  |  |  |  |
|                                  |                                  |                                  |                                  |                                  |                                  |                                 |                                 |                                 |                                 |                      |                      |                                       |                      |  |  |                             |                             |                                                  |                                                  |                                                  |                                                  |                                                  |                                                  |                           |                           |                    |                    |                    |                    |  |  |  |  |  |  |  |  |  |  |  |  |  |  |  |  |  |  |
| Griechische Passion Passio Petri | Griechische Passion Passio Petri | Griechische Passion Passio Petri | Griechische Passion Passio Petri | Griechische Passion Passio Petri | Griechische Passion Passio Petri |                                 |                                 | Codex Athous                    | Codex Athous                    | Codex Athous         | Codex Athous         | Codex Athous                          | Codex Athous         |  |  |                             |                             |                                                  |                                                  | Lateinische Übersetzung B                        | Lateinische Übersetzung B                        | Lateinische Übersetzung B                        | Lateinische Übersetzung B                        | Lateinische Übersetzung B | Lateinische Übersetzung B |                    |                    |                    |                    |  |  |  |  |  |  |  |  |  |  |  |  |  |  |  |  |  |  |
| Griechische Passion Passio Petri | Griechische Passion Passio Petri | Griechische Passion Passio Petri | Griechische Passion Passio Petri | Griechische Passion Passio Petri | Griechische Passion Passio Petri |                                 |                                 | Codex Athous                    | Codex Athous                    | Codex Athous         | Codex Athous         | Codex Athous                          | Codex Athous         |  |  |                             |                             |                                                  |                                                  | Lateinische Übersetzung B                        | Lateinische Übersetzung B                        | Lateinische Übersetzung B                        | Lateinische Übersetzung B                        | Lateinische Übersetzung B | Lateinische Übersetzung B |                    |                    |                    |                    |  |  |  |  |  |  |  |  |  |  |  |  |  |  |  |  |  |  |
|                                  |                                  |                                  |                                  |                                  |                                  |                                 |                                 |                                 |                                 |                      |                      |                                       |                      |  |  |                             |                             |                                                  |                                                  |                                                  |                                                  |                                                  |                                                  |                           |                           |                    |                    |                    |                    |  |  |  |  |  |  |  |  |  |  |  |  |  |  |  |  |  |  |
| Codex Patmensis                  | Codex Patmensis                  | Codex Patmensis                  | Codex Patmensis                  | Codex Patmensis                  | Codex Patmensis                  |                                 |                                 | Altslavische Version            | Altslavische Version            | Altslavische Version | Altslavische Version | Altslavische Version                  | Altslavische Version |  |  | Orientalische Übersetzungen | Orientalische Übersetzungen | Orientalische Übersetzungen                      | Orientalische Übersetzungen                      | Orientalische Übersetzungen                      | Orientalische Übersetzungen                      |                                                  |                                                  | Codex Vercellensis        | Codex Vercellensis        | Codex Vercellensis | Codex Vercellensis | Codex Vercellensis | Codex Vercellensis |  |  |  |  |  |  |  |  |  |  |  |  |  |  |  |  |  |  |

Legende: Gelb unterlegt sind theoretisch rekonstruierte Textstufen, also keine erhaltene Textzeugen: Alte griechische Πράξεις Πέτρου, lateinische Übersetzung A, kürzere griechische Bearbeitung, griechische Passion, lateinische Übersetzung B. Weiß sind Manuskripte sowie in Textzeugen vorliegende Stufen oder Bearbeitungen.
Die ursprüngliche griechische Version der alten griechischen Petrusakten ist nicht im vollen Wortlaut erhalten. Nach Lipsius gab es von den alten Petrusakten eine lateinische Langfassung A und eine kürzere griechische Bearbeitung, ein nachträglich deutlich abgekürztes Exzerpt, das sich einmal im Codex Vercelli in lateinischer Übersetzung findet, aber auch dem Codex Patmensis, und das der äthiopischen und der kirchenslavischen Version zu Grunde liegt. Die heutige Forschung geht dagegen eher davon aus, dass die Langfassung A eine spätere Erweiterung des Textes ist.

### Griechische Fragmente
Aus Oxyrhynchos ist P. Oxy VI 0849 überliefert, ein Fragment von den Oxyrhynchus Papyri aus dem frühen vierten Jahrhundert, welches nur aus einer Seite besteht und weitgehend der Version in Cod. Vercelli entspricht. Sonst ist nur der Schluss der Petrusakten, die Passion des Petrus griechisch überliefert. Das Fragment beweist, dass es eine alte griechische Fassung gibt, und unterstützt die Sicht, dass die lateinischen Fassungen Übersetzungen von griechischen Vorlagen sind und die Schrift nicht ursprünglich lateinisch ist.

### Koptische Fassung in Codex Berolinensis Gnosticus 8502
Der koptische Codex Berolinensis Gnosticus 8502 stammt ungefähr aus dem 5. Jahrhundert. Die Handschrift enthält eine Sammlung gnostischer Texte und Teile der Petrusakten. Das erhaltene Bruchstück umfasst nur eine Geschichte von der Tochter des Petrus. Von dieser Erzählung fehlt ein Blatt und die überlieferte Geschichte selbst ist nur ein Teil einer größeren Erzählung.

### Lateinische Fassung in Codex Vercellensis 158
Das lateinische Manuskript Codex Vercellensis 158 ist der wichtigste und umfangreichste sowie für einige Teile der einzige Textzeuge. Die Handschrift befindet sich in der Biblioteca Capitolare in Vercelli. Es ist eine Unziale aus dem 6. oder 7. Jahrhundert. Sie enthält Colophone in großen Unzialen in rot und schwarz, mit Zickzacklinien abgesetzt.
Rote Tinte wurde verwendet für die ersten drei Zeilen eines jeden Buchs und für die erste Zeile eines Kapitels. Das Format der Seiten ist 24,5 × 22,5 cm, und die Seiten enthalten 23 bis 24 Zeilen. Die Handschrift stammt vermutlich aus Spanien. Der Randbereich enthält Anmerkungen in westgotischer Schrift und weitere Unzialen und Kursivschriften aus dem 8. Jh. Der Codex umfasst 373 Folia. Der Codex wies bereits im 8. Jh. Lücken auf, die Folia 360 bis 363 wurden im 8. Jh. ersetzt. Die Handschrift ist in Quaternionen gebunden. Die Stichometrie des Nikephoros, von 806 bis 815 Patriarch von Konstantinopel, gibt an, dass das Werk einen Umfang von 2750 Stichen hat, demnach gibt Codex Vercellensis 158 nur noch ungefähr zwei Drittel der ursprünglichen Erzählung wieder. Codex Vercellensis hat Lücken und Textverderbnisse und ist an einigen Stellen nicht mehr lesbar.

### Passio Petri
Der Schluss der Petrusakten wurde in einer Redaktion zu einer eigenen Schrift, der Passio Petri mit eigener Überlieferungsgeschichte. Der Schluss ist in Codex Vercellensis in Kapitel ab 30 bzw. 33 als Teil des gesamten Werks überliefert, ist jedoch in den Schlussteilen teilweise unleserlich und lückenhaft. Der fehlende oder unsichere Textbestand lässt sich durch die griechischen Zeugen ergänzen. Die Passio Petri ist griechisch in drei Handschriften überliefert: Codex Patmensis 48 (oder Codex Patmiacus) (9. Jh.), Codex Athous Vatopedi 79 (10./11. Jh.) und Codex Ochrid. bibl. mun 44 (11. Jh.). Der griechische Text in Codex Patmensis 48 ist nach Lipsius mit hoher Wahrscheinlichkeit eine Rückübersetzung aus dem Lateinischen und repräsentiert nicht den ursprünglichen griechischen Wortlaut. Der Codex Athous setzt entsprechend zu Kap 30 des Cod. Verc. ein, während die beiden übrigen Manuskripte mit Kap. 33 einsetzen. Zusätzlich zu den griechischen Handschriften existieren koptische, syrische, armenische, arabische, äthiopische Versionen. Die slawische Version geht nach Lipsius anscheinend auf eine sehr alte griechische Vorlage zurück. Die äthiopische Version ist eine ziemlich umschreibende Übersetzung, die wenig Rückschluss auf den genauen Wortlaut des griechischen Textes ermöglicht.

## Geschichtliche Einordnung
Die Petrusakten dürften mehrere ältere Legenden aufgenommen und verarbeitet haben. Die gesamten Petrusakten sind geprägt vom Enkratitentum, das eine rigorose geschlechtliche Enthaltsamkeit fordert. Hierin liegt ein Berührungspunkt mit manchen gnostischen Richtungen, was erklärt, warum die Schrift in gnostischen Kreisen beliebt war. Gemäß den Petrusakten findet die Predigt des Petrus zur Enthaltsamkeit Anklang bei Frauen der Elite Roms, was zum Auslöser für das Martyrium des Petrus wird. Die Reden des Petrus in Cod. Verc. Kap 37 bis 39 beruhen auf gnostischen Spekulationen. Lipsius hält die Petrusakten insgesamt für ein gnostisches Werk. Carl Schmidt sieht zwar ein gnostisches Interesse, weist aber eine gnostische Ausrichtung oder eine gnostische Überarbeitung der Schrift selbst zurück. Nach Schmidt deutet die Schrift nirgendwo auf eine Entstehung außerhalb der katholischen Kirche hin, sondern ist in kirchlichen Kreisen entstanden, geschätzt und rezipiert worden und erst in der Zeit nach Nizäa in Opposition zur Orthodoxie geraten und durch Weiterbearbeitungen der Petrusakten abgelöst worden.
Die Kirchenväter Eusebius, Hieronymus und Augustinus kennen die Erzählung von der Petrustochter. Diese Erzählung wurde literarisch weiterverarbeitet in den Philippusakten sowie in den Akten des Nereus und Achilleus – dort wird sie mit der Legende der Petronilla verbunden und diese mit der Tochter des Petrus gleichgesetzt. Die Texte von Pseudo-Hegesipp und Pseudo-Linus sind ebenfalls Bearbeitungen, die Stoffe der Petrusakten weiterverwenden.

## Rezeptionsgeschichte
Eusebius verwirft diese Erzählungen als häretisch, aber die Schrift wurde rezipiert, neben kirchlichen auch in gnostischen Kreisen. Das Decretum Gelasianum, das Gelasius I. (Bischof von Rom 492–496) zugeschrieben wird, rechnet diese Schrift zu den abgelehnten Schriften und zählt zugleich die 27 kanonischen Schriften auf. Die Wirkungsgeschichte hört damit jedoch nicht auf, die Texte wurden in mehreren Werken weiterverarbeitet.
Die Petrusakten wurden mit vier anderen apokryphen Apostelgeschichten zusammengestellt zu einer manichäischen Schriftensammlung der Apostelakten.

### Rezeption in anderen Schriften
- Akten des Petrus und des Paulus, (altgriechisch πράξεις Πέτρου καὶ Παύλου praxeis Petrou kai Paulou)
- Akten des Philippus und Akten des Nereus und des Achilleus[16]
- Die katholischen Taten der heiligen Apostel aus der Chronik des Johannes Malalas, (altgriechisch πράξεις τῶν ἁγίων ἀποστόλων praxeis ton hagion apostolon),  6. Jh. Nicht zu verwechseln mit der Apostelgeschichte des Lukas aus dem Neuen Testament.
- Die syrische Predigt des Simon Kephas in Rom[17]
- Chronik des Georgios Hamartolos
- Vita Abercii

### Rezeption in der Kunst
Eine Reihe bekannter Aussagen zu Petrus entstammen dieser Schrift und wurden häufig in Kunstwerken abgebildet. Dazu gehört der Satz „Quo vadis?“ und die Beschreibung des Märtyrertodes des Petrus, gekreuzigt mit dem Kopf nach unten. Auch künstlerische Darstellungen des Kampfes zwischen Petrus und Simon Magus verarbeiten Motive aus dieser Schrift.